# Депот
Депот — крупнейший остров островов Баунти (Новая Зеландия). Население: 0 чел (2024). Открыт британским первооткрывателем Уильямом Блаем (1754—1817) (Плимут, Девон). Остров соседствует с островом Туннель и островом Пингвин. Туристы на него приезжают довольно редко. Там резкий климат, и поэтому он не имеет населения.